# إبراهيم إسحق
إبراهيم اسحق إبراهيم وهو أديب سوداني، روائي وقاص وكاتب. ولد إبراهيم بقرية «ودَعة» بمحافظة شرق دارفور بغرب السودان في العام 1946 م. تلقى تعليمه الأولي بمدينتي الفاشر وأم درمان، وتخرّج في معهد المعلمين العالي في العام 1969م (كلية التربية ـ حالياً ـ التابعة لجامعة الخرطوم)، ومعهد الدراسات الأفريقية والآسيوية بـجامعة الخرطوم في العام 1984م.
أقام منذ مطلع العام 1982م في مدينة الرياض بالمملكة العربية السعودية ومكث بها لعدة سنوات إلى أن استقر به الحال في بلده السودان، عام2006م.
تقلد منصب رئيس اتحاد الكتاب السودانيين في العام 2009م. وكان عضوًا في مجلس تطوير وترقية اللغات القومية في السودان.

## مؤلفاته في الرواية
1. حدْث في القرية، صدرت عن إدارة النشر الثقافي، وزارة الثقافة والإعلام، الخرطوم، عام 1969م.[2]
2. أعمالُ الليلِ والبلدة، عن دار جامعة الخرطوم للنشر، عام 1971م[3]
3. مهرجانُ المدرَسَةِ القديمة، عن إدارة النشر الثقافي، وزارة الثقافة والإعلام، الخرطوم، 1976
4. أخبارُ البنت مياكايا،[4] نشرت كاملة في مجلة الخرطوم عام 1980، قبل أن تصدر أخيراً (مايو 2001) عن مركز الدراسات السودانية – الخرطوم / القاهرة
5. وبال في كليمندو، نشرت في جريدة الخرطوم عام 1999،[5] قبل أن تصدر أخيراً (أكتوبر 2001) عن مركز الدراسات السودانية – الخرطوم / القاهرة
6. فضيحةُ آل نورين،[6] قيد الطبع، نشرت أجزاء منها في مجلة السوداني المغترب 1979م قبل أن تصدر في العام 2004م – الرياض- السعودية

## مؤلفاته في القصة القصيرة
- ناس من كافا- مجموعة قصص- مركز عبد الكريم ميرغني الثقافي- العام 2006م- الخرطوم
- عرضحالات كباشية- مجموعة قصص- هيئة الخرطوم للصحافة والنشر - العام 2011- الخرطوم
- حكايات من الحلالات

## مؤلفاته في الدراسات
-	هجرات الهلاليين من جزيرة العرب إلى شمال أفريقيا وبلاد السودان (صدرت عام 1996عن مؤسسة الملك فيصل وهي البحث الذي حاز به على درجة الماجستير).
-	الحكاية الشعبية في أفريقيا (صدرت عام 1977 عن إدارة النشر الثقافي، مصلحة الثقافة، وزارة الثقافة والإعلام – الخرطوم)
-	 إنجاز الشيخ الدكتور محمد عبد الله دراز

## الجوائز
1. نال جائزة الآداب والفنون التشجيعية في مهرجان الثقافة والآداب والفنون الخرطوم 1979 م.
2. مُنِح شهادة الدكتوراة الفخرية من جامعة الفاشر- السودان- في أبريل 2004م.

## وفاته
توفي إبراهيم اسحاق في الولايات المتحدة في 23 يناير 2021، وأصدر رئيس وزراء السودان وقتها عبد الله حمدوك نعيا جاء فيه (إن الراحل «أثرى المكتبة السودانية بالعديد من الكتب والمؤلفات، ونشر العديد من المقالات والدراسات في مجال النقد الأدبي والتراث». وأضاف «اكتسب سمعته الأدبية بعدد من الروايات الفريدة والجديدة على الأدب السوداني، فقدم خلالها صورا فنية مبتكرة للبيئة في غرب البلاد». وكان الراحل قد سافر لهيوستن للعلاج وإجراء عملية جراحية لم تكلل بالنجاح، ووري جثمانه الثرى بالولايات المتحدة الأأمريكية.